# 兴化金东门历史文化街区
金东门位于中国江苏省兴化市古城东侧，为兴化古城三大历史文化街区之一。金东门主要包括东城外大街、家舒巷形成的古建筑群。东城外大街横贯东西，自天后宫巷与牌楼东路交叉口起，至农贸市场止，全长约496米，面积15.78公顷。沿街尤其是东段保持了较好的传统商业街风貌。家舒巷垂直于东城外大街，巷内保存了成片的明清建筑，是东城外大街历史风貌的集中体现之处。，现街巷及道路结构尚保持明清格局，内部建筑多建于明清至民国时，其中主街两侧多为商住合一的两层楼房，上为住家，下为店铺，房屋之间由河巷夹弄相连，小夹弄通河埠和大路。
根据兴化市金东门历史街区保护规划方案，此处将在整修后作为传统居住、商业和文化休闲综合区以及城防系统与传统民居展示区。

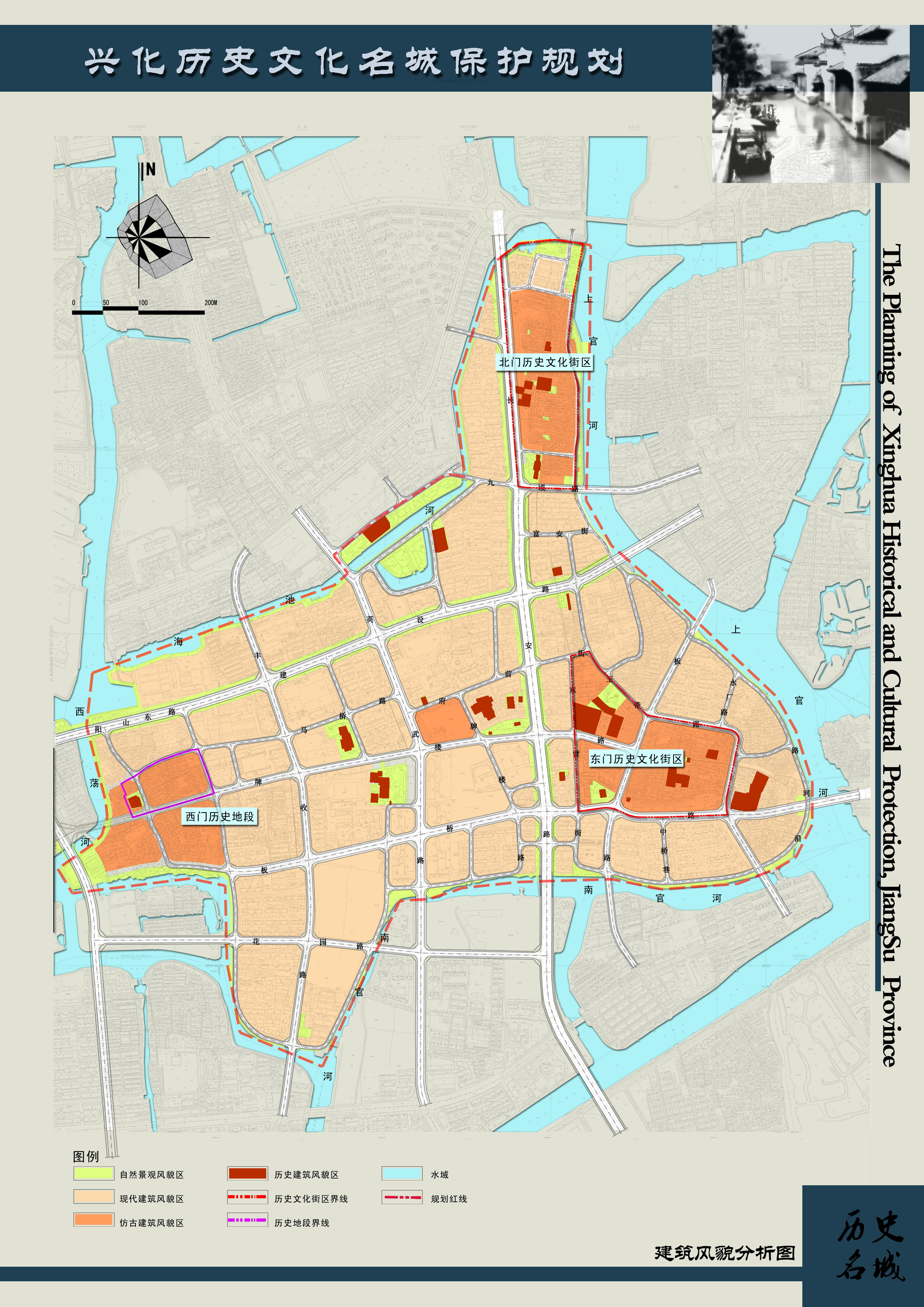
兴化古城三大历史街区

## 现状

### 概述
金东门历史文化保护区显现了兴化市传统建筑风格及古城街巷原有格局；东城外大街、家舒巷、珠蕊巷、杨家大院等街巷及居住街区等均体现着浓厚的历史痕迹。但东城外大街沿街及邻近的建筑物真正历史久远的不多，沿街相当比例的建筑都是80年代以后重新修过的建筑，在政府规划控制下，整体风貌尚好。该街是兴化古城城区的传统商业核心之一，其环境特色已成为兴化人民的心理纽带，具有强烈的地域认同感。

### 风貌
金东门历史文化保护区建筑景观整体风貌良好，用材和色彩具地方特色。民居的基本色调是白、灰、黑色、棕黑色的木板墙，灰黑的瓦顶，整体的深色调无形中就加重了街区的历史感。传统民居的材料一般以木、青砖、石材为主。东城外大街沿街两侧的建筑结合商业及居住用途，采取传统商业街的空间形式，或前店后宅，或上宅下店。家舒巷古建筑群主要以住宅为主。这些建筑以传统飞檐、图案式风火山墙、挂漏、窗格等为特征，建筑立面具有相似的风格、尺度、色质及细部装饰、纵横分割、檐口、门窗构造等要素，建筑几座或十余座相毗连，形成参差错落的连续界面，外观较为统一。但相当部分建筑为80年代以后新建或重新装修过的现代建筑，建筑形态多样，装饰多采用大面积白色饰面砖或玻璃，细部手法比较拙劣粗糙这些建筑破坏了家舒巷历史文化保护区景观的连续性和风格的统一性。

## 主要景点
金东门历史文化街区的核心保护要素包括12处历史建筑，其中上池斋药店为全国重点文物保护单位；兴化城墙、成氏宅第、杨家大院、郑板桥故居、兴化东岳庙大殿、赵海仙洋楼为江苏省文物保护单位；状元坊、家舒巷西侧古建筑群、解家祠堂、竹业公所、李详故居为市保。